# Pierre Le Corre
Pierre Le Corre (Vannes, 3 de marzo de 1990) es un deportista francés que compite en triatlón.
Ganó una medalla de oro en el Campeonato Mundial por Relevos Mixtos de 2022 y tres medallas en el Campeonato Europeo de Triatlón, en los años 2018 y 2022. Además, consiguió una medalla de oro en el Campeonato Mundial de Triatlón de Larga Distancia de 2022 y una medalla de plata en el Campeonato Europeo de Triatlón de Velocidad de 2017.

## Palmarés internacional
| Campeonato Mundial por Relevos Mixtos | Campeonato Mundial por Relevos Mixtos | Campeonato Mundial por Relevos Mixtos | Campeonato Mundial por Relevos Mixtos |
| Año                                   | Lugar                                 | Medalla                               | Prueba                                |
| ------------------------------------- | ------------------------------------- | ------------------------------------- | ------------------------------------- |
| 2022                                  | Montreal (Canadá)                     | Medalla de oro                        | Relevo mixto                          |
| Campeonato Europeo                    |                                       |                                       |                                       |
| Año                                   | Lugar                                 | Medalla                               | Prueba                                |
| 2018                                  | Glasgow (Reino Unido)                 | Medalla de oro                        | Individual                            |
| 2018                                  | Glasgow (Reino Unido)                 | Medalla de oro                        | Relevo mixto                          |
| 2022                                  | Múnich (Alemania)                     | Medalla de plata                      | Individual                            |

| Campeonato Mundial | Campeonato Mundial   | Campeonato Mundial | Campeonato Mundial |
| Año                | Lugar                | Medalla            | Prueba             |
| ------------------ | -------------------- | ------------------ | ------------------ |
| 2022               | Šamorín (Eslovaquia) | Medalla de oro     | Individual         |

| Campeonato Europeo | Campeonato Europeo    | Campeonato Europeo | Campeonato Europeo |
| Año                | Lugar                 | Medalla            | Prueba             |
| ------------------ | --------------------- | ------------------ | ------------------ |
| 2017               | Düsseldorf (Alemania) | Medalla de plata   | Individual         |